# Oxyothespis sudanensis
Oxyothespis sudanensis är en bönsyrseart som beskrevs av Giglio-tos 1916. Oxyothespis sudanensis ingår i släktet Oxyothespis och familjen Mantidae. Inga underarter finns listade i Catalogue of Life.